# Morti nel 2013/Aprile
| Questa pagina contiene informazioni ricavate automaticamente dalle voci biografiche con l'ausilio del template Bio e di un bot. L'aggiornamento è periodico e automatico e ricostruisce completamente la pagina. Se manca una persona in questa lista, sei pregato di non aggiungerla, ma accertati piuttosto che la sua voce biografica contenga il template Bio e che i dati anagrafici siano correttamente compilati. Se il template Bio manca, inseriscilo tu stesso o, in alternativa, metti l'avviso {{tmp\|Bio}} che ne segnala la mancanza. Se i dati riportati sono sbagliati, correggi direttamente la voce biografica; le modifiche saranno visibili in questa lista entro pochi giorni. Per chiarimenti vedi il progetto biografie. La lista contiene solo le 175 persone che sono citate nell'enciclopedia e per le quali è stato implementato correttamente il template Bio. Pagina aggiornata al 10 lug 2025. |

- 1º aprile - Mary Berg, statunitense (n. 1924)
- 1º aprile - Moses Blah, politico liberiano (n. 1947)
- 1º aprile - Giuseppe Fabris, calciatore italiano (n. 1936)
- 1º aprile - Marzio Lepri, calciatore italiano (n. 1931)
- 1º aprile - Nicolae Martinescu, lottatore rumeno (n. 1940)
- 1º aprile - Pavel 183, artista russo (n. 1983)
- 1º aprile - Badr bin Abd al-Aziz Al Sa'ud, principe, politico e militare saudita (n. 1932)
- 2 aprile - Fred, fumettista francese (n. 1931)
- 2 aprile - Jesús Franco, regista, sceneggiatore e attore spagnolo (n. 1930)
- 2 aprile - Franco Galbiati, velocista italiano (n. 1938)
- 2 aprile - Mario Maggi, storico italiano (n. 1924)
- 2 aprile - Milo O'Shea, attore irlandese (n. 1926)
- 2 aprile - Maria Redaelli, supercentenaria italiana (n. 1899)
- 2 aprile - Umberto Scapagnini, medico e politico italiano (n. 1941)
- 2 aprile - Ugo Vetere, politico italiano (n. 1924)
- 2 aprile - Élisabeth de Gaulle, francese (n. 1924)
- 3 aprile - Mariano Agate, mafioso italiano (n. 1939)
- 3 aprile - Juan Díaz Sánchez, calciatore spagnolo (n. 1948)
- 3 aprile - Don Kennedy, attore statunitense (n. 1921)
- 3 aprile - Ruth Prawer Jhabvala, sceneggiatrice e scrittrice inglese (n. 1927)
- 3 aprile - Jean Sincere, attrice e doppiatrice statunitense (n. 1919)
- 4 aprile - Sebastiano Caracciolo, scrittore e saggista italiano (n. 1922)
- 4 aprile - Roger Ebert, critico cinematografico statunitense (n. 1942)
- 4 aprile - Josef Fleischlinger, cestista, allenatore di pallacanestro e arbitro di pallacanestro cecoslovacco (n. 1911)
- 4 aprile - Carmine Infantino, fumettista statunitense (n. 1925)
- 4 aprile - Stephen Macknowski, canoista statunitense (n. 1922)
- 4 aprile - Noboru Yamaguchi, scrittore giapponese (n. 1972)
- 5 aprile - Regina Bianchi, attrice italiana (n. 1921)
- 5 aprile - Piero De Palma, tenore italiano (n. 1925)
- 5 aprile - Piero Mangani, matematico e logico italiano (n. 1935)
- 6 aprile - Bigas Luna, regista, sceneggiatore e designer spagnolo (n. 1946)
- 6 aprile - Miguel Poblet, ciclista su strada e pistard spagnolo (n. 1928)
- 6 aprile - Ivan Ruggeri, imprenditore e dirigente sportivo italiano (n. 1944)
- 6 aprile - Don Shirley, compositore e pianista statunitense (n. 1927)
- 7 aprile - Marty Blake, dirigente sportivo statunitense (n. 1927)
- 7 aprile - Les Blank, regista statunitense (n. 1935)
- 7 aprile - Annamaria Ciarallo, archeologa e botanica italiana (n. 1948)
- 7 aprile - Paola Faloja, regista, attrice e traduttrice italiana (n. 1933)
- 7 aprile - Gan Eng Teck, pallanuotista singaporiano (n. 1933)
- 7 aprile - Andy Johns, tecnico del suono britannico (n. 1950)
- 7 aprile - Irma Ravinale, compositrice e musicista italiana (n. 1937)
- 7 aprile - Neil Smith, bassista australiano (n. 1953)
- 7 aprile - Carl Williams, pugile statunitense (n. 1959)
- 8 aprile - Eridano Bazzarelli, traduttore e slavista italiano (n. 1921)
- 8 aprile - Franco Biondi Santi, imprenditore italiano (n. 1922)
- 8 aprile - Richard Brooker, stuntman, regista e attore inglese (n. 1954)
- 8 aprile - Waldemar Esteves da Cunha, showman brasiliano (n. 1920)
- 8 aprile - Annette Funicello, attrice e cantante statunitense (n. 1942)
- 8 aprile - Francesca Molfino, psicoanalista italiana (n. 1941)
- 8 aprile - Sara Montiel, attrice e cantante spagnola (n. 1928)
- 8 aprile - José Luis Sampedro, scrittore e economista spagnolo (n. 1917)
- 8 aprile - Margaret Thatcher, politica britannica (n. 1925)
- 8 aprile - Yasuhiro Yamada, calciatore giapponese (n. 1968)
- 8 aprile - Olivier de Sarnez, politico francese (n. 1927)
- 9 aprile - Piero Finà, cantautore italiano (n. 1942)
- 9 aprile - Katsushi Murata, mafioso giapponese (n. 1939)
- 9 aprile - Emilio Pericoli, cantante italiano (n. 1928)
- 9 aprile - Paolo Soleri, architetto, scrittore e scultore italiano (n. 1919)
- 9 aprile - Zao Wou-Ki, pittore e insegnante cinese (n. 1920)
- 10 aprile - Lorenzo Antonetti, cardinale e arcivescovo cattolico italiano (n. 1922)
- 10 aprile - Raymond Boudon, sociologo francese (n. 1934)
- 10 aprile - Robert Geoffrey Edwards, biologo britannico (n. 1925)
- 10 aprile - Aleksandar Kozlina, calciatore jugoslavo (n. 1938)
- 10 aprile - Juan Carlos Mazzini, cestista argentino (n. 1940)
- 10 aprile - Gordon Thomas, ciclista su strada britannico (n. 1921)
- 11 aprile - Pietro D'Amico, magistrato italiano (n. 1951)
- 11 aprile - Adam Galos, storico polacco (n. 1924)
- 11 aprile - Hilary Koprowski, virologo e immunologo polacco (n. 1916)
- 11 aprile - Maria Tallchief, ballerina statunitense (n. 1925)
- 11 aprile - Clorindo Testa, architetto, pittore e scultore italiano (n. 1923)
- 11 aprile - Antoine Veil, imprenditore, politico e funzionario francese (n. 1926)
- 11 aprile - Angela Voigt, lunghista tedesca (n. 1951)
- 11 aprile - Jonathan Winters, attore e doppiatore statunitense (n. 1925)
- 12 aprile - Robert Byrne, scacchista e giornalista statunitense (n. 1928)
- 12 aprile - Michael France, sceneggiatore statunitense (n. 1962)
- 12 aprile - Mario Gallorini, pittore e ceramista italiano (n. 1926)
- 12 aprile - Marv Harshman, allenatore di pallacanestro statunitense (n. 1917)
- 12 aprile - Rosella Masseglia Natali, cantante italiana (n. 1943)
- 12 aprile - Oöphoi, musicista italiano (n. 1958)
- 12 aprile - Stefan Stojkov, cestista bulgaro (n. 1938)
- 12 aprile - Izabella Teleżyńska, attrice polacca (n. 1928)
- 13 aprile - Frank Bank, attore statunitense (n. 1942)
- 13 aprile - Chi Cheng, bassista statunitense (n. 1970)
- 13 aprile - Mária Dézsi, cestista ungherese (n. 1962)
- 13 aprile - Adolph Herseth, trombettista statunitense (n. 1921)
- 13 aprile - Abdelhamid Kermali, calciatore e allenatore di calcio algerino (n. 1931)
- 13 aprile - Adriana Parrella, attrice, regista e doppiatrice italiana (n. 1924)
- 13 aprile - Giorgio Tononi, politico italiano (n. 1932)
- 14 aprile - Franco Balan, designer italiano (n. 1934)
- 14 aprile - Colin Davis, direttore d'orchestra britannico (n. 1927)
- 14 aprile - A. S. A. Harrison, scrittrice e artista canadese (n. 1948)
- 14 aprile - Stanislav Ivanovyč Hurenko, politico sovietico (n. 1936)
- 14 aprile - Rentarō Mikuni, attore e regista giapponese (n. 1923)
- 14 aprile - Pina Patti Cuticchio, pittrice, scenografa e costumista italiana (n. 1926)
- 14 aprile - John S. Ragin, attore statunitense (n. 1929)
- 14 aprile - Rodolfo Roberti, regista e sceneggiatore italiano (n. 1946)
- 15 aprile - Franco Federici, basso italiano (n. 1938)
- 15 aprile - Joe Francis, giocatore di football americano statunitense (n. 1936)
- 15 aprile - Giorgio Gangi, politico italiano (n. 1938)
- 15 aprile - Richard LeParmentier, attore statunitense (n. 1946)
- 15 aprile - Jean-François Paillard, direttore d'orchestra francese (n. 1928)
- 16 aprile - Enrico Colombotto Rosso, pittore italiano (n. 1925)
- 16 aprile - Roberto Giammanco, sociologo, storico e saggista italiano (n. 1926)
- 16 aprile - Antun Herceg, calciatore jugoslavo (n. 1927)
- 16 aprile - Ali Kafi, politico e militare algerino (n. 1928)
- 16 aprile - Maria Lai, artista italiana (n. 1919)
- 16 aprile - George Beverly Shea, cantante e compositore statunitense (n. 1909)
- 16 aprile - Pat Summerall, giocatore di football americano e conduttore televisivo statunitense (n. 1930)
- 16 aprile - Matti Suuronen, architetto e designer finlandese (n. 1933)
- 16 aprile - Cesare Vasoli, storico della filosofia italiano (n. 1924)
- 17 aprile - Bi Kidude, cantante tanzaniana (n. 1910)
- 17 aprile - Deanna Durbin, attrice e cantante canadese (n. 1921)
- 17 aprile - Gerino Gerini, pilota automobilistico italiano (n. 1928)
- 17 aprile - Carlos Graça, politico saotomense (n. 1931)
- 17 aprile - Peppino Pippia, fisarmonicista italiano (n. 1937)
- 17 aprile - Stan Vickers, marciatore britannico (n. 1932)
- 18 aprile - Leopold Gernhardt, calciatore e allenatore di calcio austriaco (n. 1920)
- 18 aprile - Storm Thorgerson, fotografo e designer britannico (n. 1944)
- 18 aprile - Hans-Joachim Walde, multiplista tedesco (n. 1942)
- 19 aprile - Kenneth Appel, matematico statunitense (n. 1932)
- 19 aprile - Allan Arbus, fotografo e attore statunitense (n. 1918)
- 19 aprile - Kurt Hector, allenatore di calcio dominicense (n. 1972)
- 19 aprile - E. L. Konigsburg, scrittrice statunitense (n. 1930)
- 19 aprile - Paul Jensen, ciclista su strada danese (n. 1936)
- 19 aprile - Raffaele Maiello, regista, sceneggiatore e giornalista italiano (n. 1934)
- 19 aprile - Giorgio Marinucci, giurista italiano (n. 1934)
- 19 aprile - Horst Rippert, aviatore e giornalista tedesco (n. 1922)
- 19 aprile - Angelo Rovati, cestista, dirigente sportivo e politico italiano (n. 1945)
- 19 aprile - Artemio Strazzi, politico italiano (n. 1921)
- 20 aprile - Günseli Başar, modella turca (n. 1932)
- 20 aprile - François Jacob, biologo francese (n. 1920)
- 20 aprile - Nosher Powell, attore, stuntman e pugile britannico (n. 1928)
- 21 aprile - Chrissy Amphlett, cantante australiana (n. 1959)
- 21 aprile - Shakuntala Devi, saggista e astrologa indiana (n. 1929)
- 21 aprile - Osman El-Sayed, lottatore egiziano (n. 1930)
- 21 aprile - Leopold Engleitner, religioso austriaco (n. 1905)
- 21 aprile - Kriyananda, filosofo, religioso e scrittore rumeno (n. 1926)
- 21 aprile - William Edward Murray, vescovo cattolico australiano (n. 1920)
- 21 aprile - Gian Luigi Piccioli, scrittore e saggista italiano (n. 1932)
- 22 aprile - Vivi Bach, attrice e cantante danese (n. 1939)
- 22 aprile - Enrico Guaraldo, francesista italiano (n. 1946)
- 22 aprile - Richie Havens, cantante e chitarrista statunitense (n. 1941)
- 22 aprile - Zilda Paim, scrittrice, insegnante e pittrice brasiliana (n. 1919)
- 23 aprile - Bob Brozman, chitarrista e musicista statunitense (n. 1954)
- 23 aprile - Franco Gozzi, dirigente sportivo italiano (n. 1932)
- 23 aprile - Tony Grealish, calciatore irlandese (n. 1956)
- 23 aprile - Antonio Maccanico, politico e funzionario italiano (n. 1924)
- 23 aprile - Norberto Safioti, calciatore brasiliano (n. 1943)
- 23 aprile - Mohammed Omar, generale e politico afghano (n. 1959)
- 24 aprile - Elvis Bešlagič, hockeista su ghiaccio e allenatore di hockey su ghiaccio sloveno (n. 1973)
- 24 aprile - Teodoro Buontempo, politico italiano (n. 1946)
- 24 aprile - Giampaolo Fatale, politico italiano (n. 1940)
- 24 aprile - Dave Kocourek, giocatore di football americano statunitense (n. 1937)
- 24 aprile - José Meneses, cestista messicano (n. 1924)
- 24 aprile - Zlatomir Obradov, calciatore e allenatore di calcio jugoslavo (n. 1941)
- 25 aprile - Virginia Gibson, attrice statunitense (n. 1925)
- 25 aprile - Kázmér Pacséri, schermidore ungherese (n. 1930)
- 25 aprile - Anna Proclemer, attrice e doppiatrice italiana (n. 1923)
- 26 aprile - Jacqueline Brookes, attrice statunitense (n. 1930)
- 26 aprile - Giovanni Gei, politico italiano (n. 1944)
- 26 aprile - George Jones, cantautore e musicista statunitense (n. 1931)
- 26 aprile - Giancarlo Morelli, politico italiano (n. 1922)
- 27 aprile - Aída Bortnik, sceneggiatrice, drammaturga e giornalista argentina (n. 1938)
- 27 aprile - Toni Costa, artista italiano (n. 1935)
- 27 aprile - Tiziano Della Ratta, militare italiano (n. 1978)
- 27 aprile - Eeva Ruoppa, fondista finlandese (n. 1932)
- 28 aprile - Giuseppe Porpora, militare e prefetto italiano (n. 1926)
- 28 aprile - Robert Soro, rugbista a 15 francese (n. 1922)
- 28 aprile - János Starker, violoncellista ungherese (n. 1924)
- 28 aprile - Stanislav Viktorovič Čaplin, regista sovietico (n. 1932)
- 29 aprile - Pietro Garlato, vescovo cattolico italiano (n. 1928)
- 29 aprile - John La Montaine, compositore e pianista statunitense (n. 1920)
- 29 aprile - Michela Roc, attrice italiana (n. 1941)
- 29 aprile - Mariánna Zaharíadi, astista greca (n. 1990)
- 30 aprile - Viviane Forrester, scrittrice, saggista e critica letteraria francese (n. 1925)